# Городницький Іван
Іван Городни́цький (роки народження і смерті невідомі) — український кобзар з села Готви (тепер Кременчуцький район Полтавської області, Україна).
Відомо, що від нього фольклорист Порфирій Мартинович у 1884 році записав думи «Про азовських братів» та «Про удову і трьох синів».